# Alberto Moncayo
Alberto Moncayo Bernal, né le 23 juillet 1991 à Cadix, est un pilote de moto espagnol.